# Конгер, Мэттью
Мэттью Конгер (англ. Matthew Conger; род. 11 октября 1978, Плейно, Техас, США) — американский футбольный судья, на международных соревнованиях представляющий Новую Зеландию. Обслуживает матчи чемпионатов Австралии и Новой Зеландии. Арбитр ФИФА с 2013 года.

## Биография
Мэттью Конгер родился и вырос в США, где и начал судить с 15-летнего возраста. В начале 2000-х годов переехал в Новую Зеландию и в первое время работал учителем физкультуры в начальной школе.
В 2010 году Конгер дебютировал в качестве главного арбитра в Лиге чемпионов ОФК, а в 2011 году принял участие в Чемпионате Океании для игроков до 20 лет, на котором обслуживал матч за третье место.
В 2013 году Конгеру была присвоена международная категория ФИФА. В 2015 году он получил назначение на две игры молодёжного чемпионата мира, а также принял участие в Клубном чемпионате мира, где отсудил матч за третье место. Спустя год Конгер отсудил полуфинальную встречу Кубка наций ОФК, а также провёл две игры первого раунда футбольного турнира Олимпийских игр в Рио-де-Жанейро.
17 ноября 2017 года Международной федерацией футбола был включён в предварительный список из 36 судей, которые могли бы обслужить игры чемпионата мира 2018, а 30 марта 2018 года попал в окончательный список арбитров турнира.
В 2017 году признавался лучшим арбитром Новой Зеландии.
На летних Олимпийских играх 2020 года в Токио обслуживала мужской футбольный турнир, был главным арбитром в двух матчах группового этапа: Кот-д’Ивуар — Саудовская Аравия и ЮАР — Мексика.
В мае 2022 года ФИФА назначила его одним из 36 главных судей чемпионата мира по футболу 2022 года в Катаре.

### Кубок мира ФИФА
| Чемпионат мира по футболу 2018 | Чемпионат мира по футболу 2018 | Чемпионат мира по футболу 2018 | Чемпионат мира по футболу 2018 |
| Дата                           | Команды                        | Место                          | Раунд                          |
| ------------------------------ | ------------------------------ | ------------------------------ | ------------------------------ |
| 22 июня 2018                   | Нигерия – Исландия             | Волгоград Арена                | Группа                         |

### Чемпионат мира 2022
| Стадия         | Дата           | Место                      | Команда 1 | Команда 2 | Результат | Предупреждён | Red card | Пенальти |
| -------------- | -------------- | -------------------------- | --------- | --------- | --------- | ------------ | -------- | -------- |
| Групповой этап | 30 ноября 2022 | Эдьюкейшн сити, г.Эр-Райян | Тунис     | Франция   | 1:0 (0:0) | 1 - 0        | 0 - 0    | 0 - 0    |